# Plaza de toros de Acho
La plaza de toros de Acho es un coso taurino ubicado en el distrito del Rímac, en la ciudad de Lima, capital del Perú. En ella se realiza anualmente la Feria del Señor de los Milagros, que reúne a las principales figuras del toreo. 
La Plaza de toros de Acho es la más antigua de América y la tercera más longeva del mundo.
Además es la única plaza del continente americano que ha recibido la visita del rey Juan Carlos I de España.
Calificada como monumento histórico y ubicada junto al centro histórico de Lima, constituye además un atractivo histórico de la capital peruana. En su recinto se realizan actualmente actos culturales de la más diversa índole, taurinos y no taurinos, durante los meses en que no se realiza la feria.
Desde 2006, forma parte de la Unión de Plazas de Toros Históricas, asociación creada por la Asociación Amigos de la Plaza de Toros de Béjar junto con los alcaldes de las localidades de las plazas de Campofrío, Santa Cruz de Mudela, Almadén y la Real Federación Taurina de España.

## Etimología
En castellano la palabra acho, o mejor hacho, significa «sitio elevado cerca de la costa, desde donde se descubre bien el mar y en el cual solían hacerse señales con fuego». En sus primeros años, la plaza fue llamada indistintamente «del Hacho» o «del Acho». El cerro San Cristóbal, a cuyo pie se levanta esta plaza, sería entonces el Hacho de Lima (compárese con el Hacho de Ceuta).

## Historia
En 1765, Agustín de Landaburu y Ribera, alcalde de Lima, solicitó permiso para construir lo que llamó "una plaza fija para las corridas de toros" que se llevaría a cabo en Lima durante la celebración del Carnaval en la ciudad. Así, la plaza fue construida en los terrenos del Convento de Madres de Las Nazarenas, en un sitio que había sido utilizado para varios edificios de toros temporales desde 1754, y cuyas propiedades pasaron luego al médico y prócer José Hipólito Unanue y Pavón. La construcción duró ocho meses exactos.
La plaza fue fundada el 30 de enero de 1766, durante el gobierno del virrey Manuel de Amat y Juniet, antecediéndola en antigüedad la plaza de toros de Béjar y Zaragoza, en España. La plaza española de Sevilla inició su construcción en 1749, pero concluyó formalmente después de la de Acho.
El cartel de la corrida inaugural lo integraron Pisí, Gallipavo y Maestro de España. El primer toro lidiado fue Albañil Blanco, con divisa caña y rosado, de la hacienda Gómez de Cañete, propiedad de Landaburu y Ribera. A esta primera corrida de toros asistió el virrey Amat acompañado de su amante, Micaela Villegas.
A lo largo de su existencia, los ingresos de la Plaza de Acho han sido designados para los organizadores de diferentes corridas. Una excepción a esto fue durante la guerra por la independencia de España: entre los años de 1821 y 1826, todos los ingresos de la plaza se dirigieron al ejército libertador.
En 1849, torearon los primeros españoles en Acho, encabezados por el torero Carlos Rodríguez, quienes implantaron la moda de los trajes de luces y las cuadrillas. En 1916 el mexicano Rodolfo Gaona fue el primer matador famoso en participar en una corrida en la plaza de Acho.

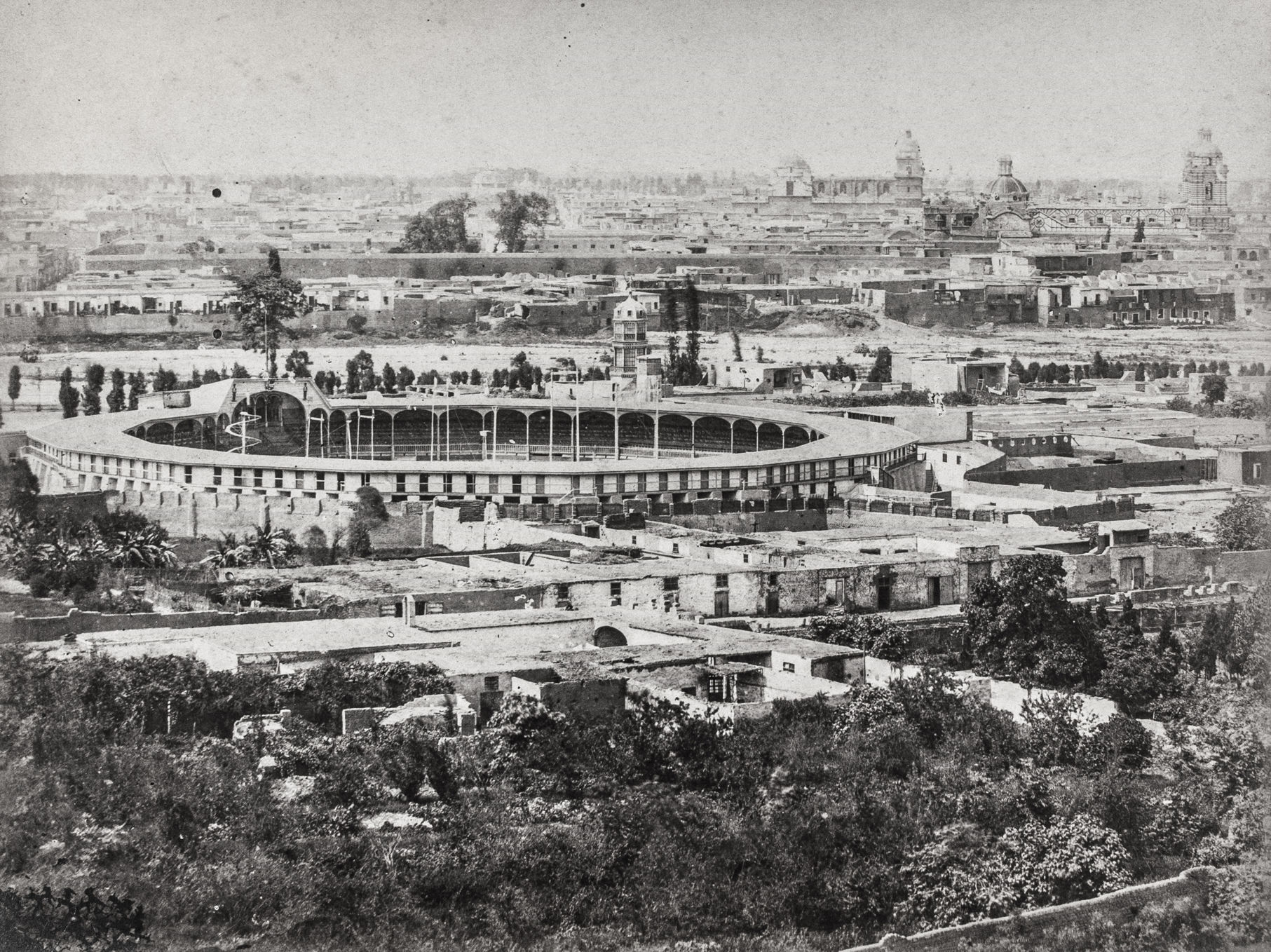
La plaza en los años 1860

En 1944, fue remodelada debido al deterioro sufrido por lo años, ampliándose su capacidad de 7 000 a 14 000 espectadores, pero en desmedro de las dimensiones del ruedo, que dejó de ser el de mayor tamaño del mundo. La remodelación estuvo a cargo del ingeniero Francisco Graña Garland. Aunque el trabajo en general se consideró exitoso en retener las características amadas de la plaza, al menos un escritor lamentó la "caída" de la antigua plaza: «Solemne, silenciosa y decrépita, como esas viejas actrices cargadas con años —Florías y fama antiguas— la antigua Plaza de Toros de Lima ha caído». Con la remodelación se cambia la habitual fecha de corridas, diciembre, pasando a octubre, mes del Señor de los Milagros en el Perú.
Un punto importante en la historia taurina del Perú fue el 18 de octubre de 1962, fecha en la que el Museo Taurino de Acho abrió sus puertas al público, en el que se muestran objetos taurinos de gran importancia para la historia taurina nacional. Un año antes, se crea el primer Patronato del Museo Taurino para que éste se encargue de la búsqueda de objetos taurinos, los que luego de ser catalogados se exponen a la afición.
En 1971, la plaza de Acho fue declarada Patrimonio Cultural de la Nación y, en 1991, Patrimonio cultural de la Humanidad por la Unesco.
Es costumbre que durante las corridas de toros que componen la Feria del Señor de los Milagros, entre el quinto y sexto toro que la banda de música toque una marinera, una costumbre que tiene su origen en el Día de la Canción Criolla instaurada en 1944.
El 29 de marzo de 2020, el alcalde de Lima anunció que la Municipalidad de Lima y la Beneficencia Pública de Lima establecieron en la Plaza de Acho el albergue temporal "La Casa de Todos" poniendo sus instalaciones a disposición de personas vulnerables en el marco de la cuarentena nacional decretada por el gobierno por la pandemia por COVID-19. La iniciativa fue aprobada por el Ministerio de Cultura y el espacio fue habilitado el día 31 de marzo de 2020.
El 31 de agosto de 2020, la Municipalidad de Lima, que tiene mayoría en el directorio de la Sociedad de Beneficencia de Lima, administradora de Acho, aprobó:

Declarar de Interés Metropolitano que los funcionarios de la Municipalidad Metropolitana de Lima así como sus representantes ante directorios y cualquier estamento, que tengan como responsabilidad aprobar la suscripción de convenios y contratos que impliquen la disposición de bienes inmuebles, establezcan lineamientos que estén orientados a diversificar el uso de los mismos, garantizando que estos inmuebles no sean utilizados para espectáculos públicos donde se ejerza cualquier tipo de tortura contra los animales.

Finalmente, dicha cláusula aprobada fue desestimada por el tribunal constitucional. En 2022, se retomaron las corridas de toros en la histórica plaza y cuyo contrato se extendió a 2028 por parte del consorcio América Taurina.
En 2024, la empresa América Taurina abandonó la concesión debido a problemas de viabilidad financiera y pagó el monto de garantía a la Sociedad de Beneficencia de Lima.

## Estructura y distribución
Con una capacidad de 14 000 localidades, la plaza de Acho es representativa de la arquitectura limeña de finales del virreinato del Perú e inicios de la época republicana. Su construcción es de material noble, adobe y madera, habiendo sobrevivido a los terremotos que ha sufrido la ciudad de Lima desde su construcción.

### Exteriores
En sus exteriores, la Plaza de Acho presenta una forma circular, con una serie de portales rectangulares estrechos y altos que se suceden unos de otros, en grupos de 6, a lo largo del frontis del coso. En el interior del recinto y aún fuera del coso se ubican la capilla hacia el lado noreste, el desolladero al lado este, y los corrales hacia el lado norte. Posee una explanada en su lado oeste, conocida como Patio de Sombra, en donde se ubican el Museo Taurino, el Restaurante de la plaza, y una serie de obras escultóricas alusivas a figuras del toreo y personajes ligados a la tauromaquia, entre las que destacan esculturas de Victorio Macho, Miguel Baca Rossi y Franco Ochoa. En esta plaza también es considerado como pieza fundamental el mirador ingunza, mirador ciudadano durante el Virreinato del Perú.

### Interiores
Las graderías poseen 15 accesos o tendidos. Del tendido 2 al 7, las graderías pertenecen a Sombra, mientras que del tendido 9 al 15 pertenecen a Sol. Los tendidos 1 y 8 son Sol y Sombra, y sobre ellos se ubican el palco del juez de la plaza y el palco del Presidente de la República, respectivamente. Las graderías están rematadas por una arquería corrida de madera. El ruedo posee un diámetro de 60 metros (antes de la remodelación tenía 90), poseyendo 2 ingresos: la puerta de chiqueros (toril) y la puerta de cuadrillas (puerta grande).

## Galería

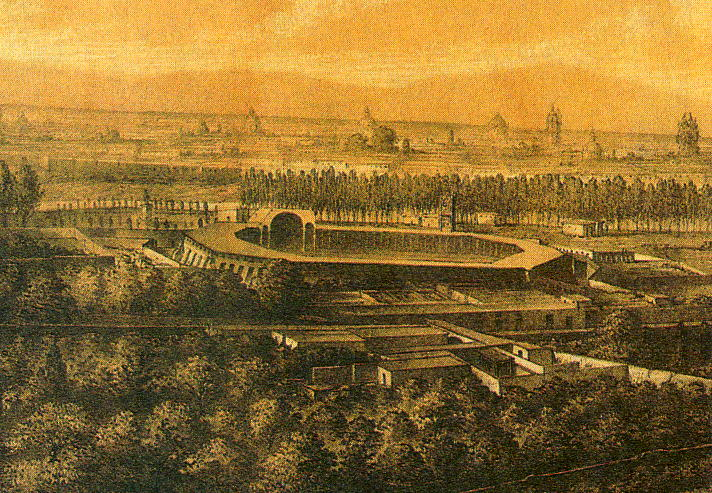
Grabado de 1867
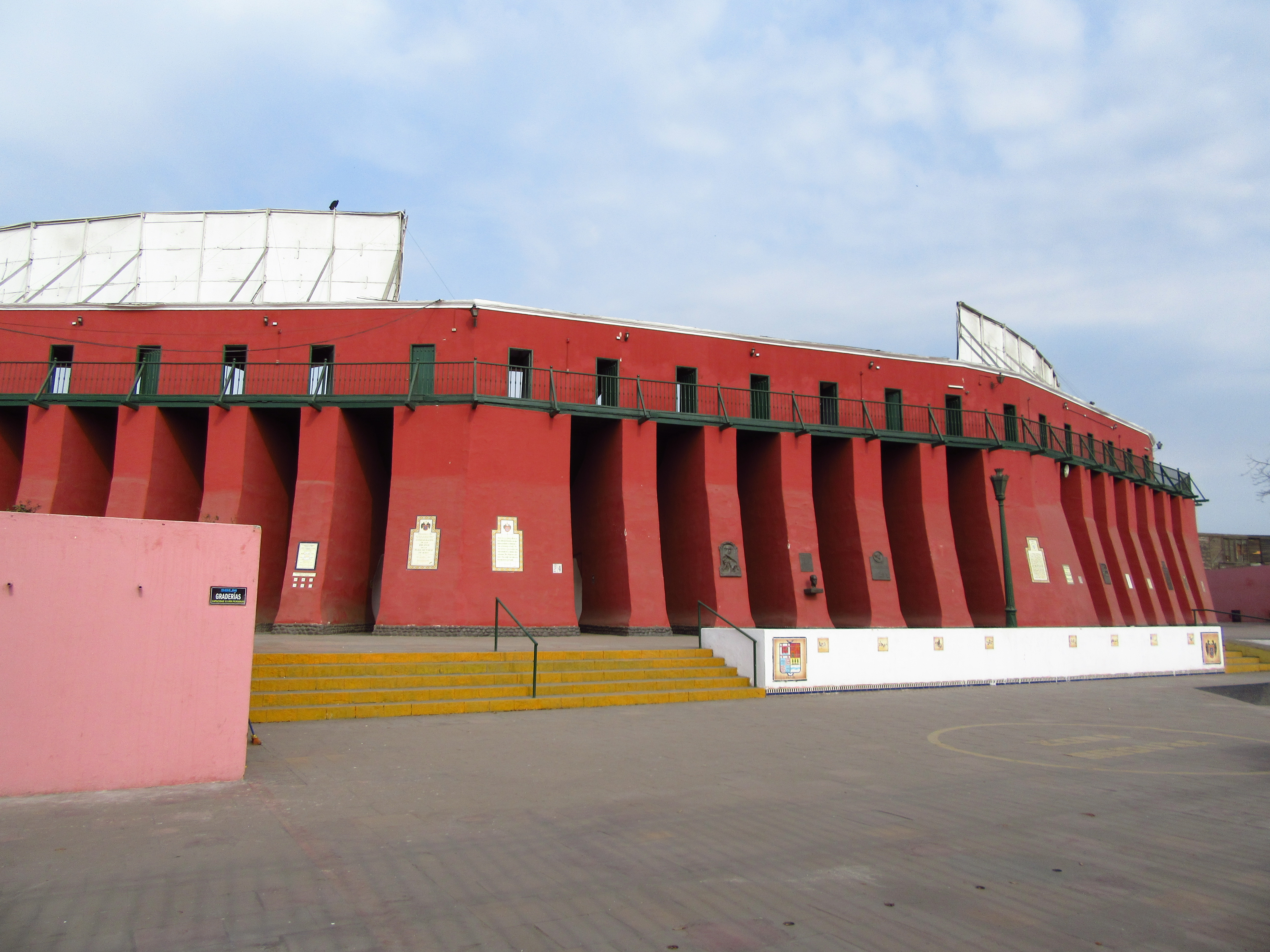
Acceso desde el jirón Hualcayoc
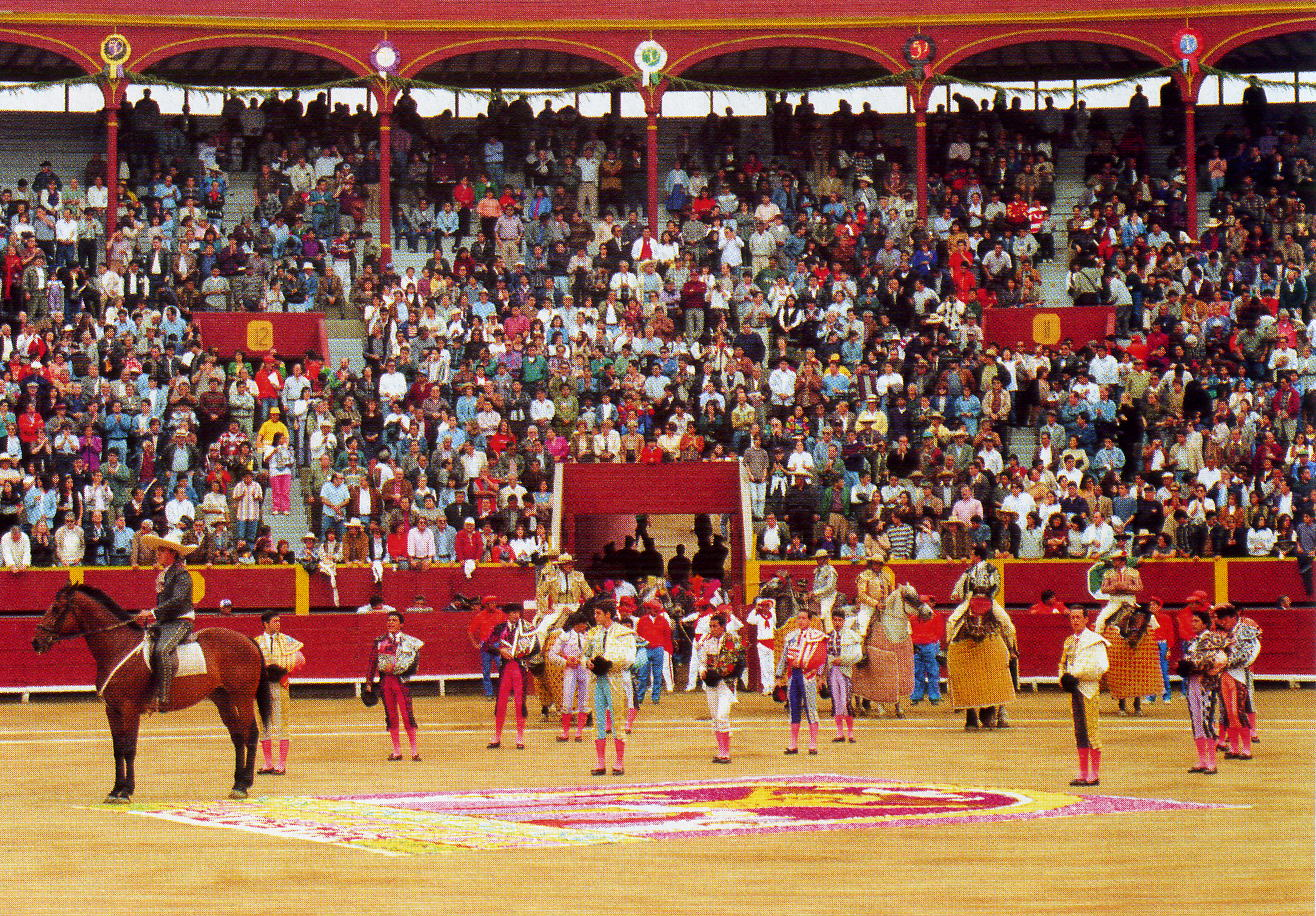
El paseíllo de las cuadrillas
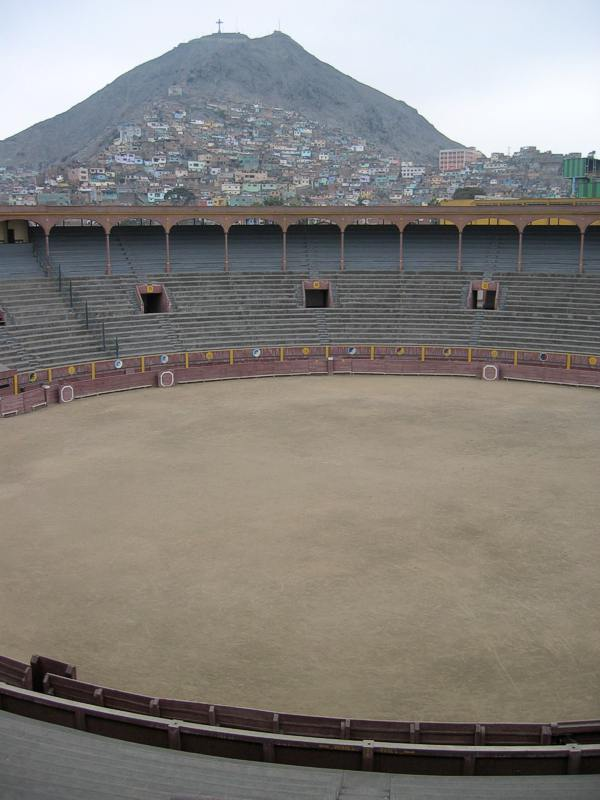
El albero con el cerro San Cristóbal

## Conciertos
A lo largo de los años la Plaza de Acho ha sido sede de diversos eventos y conciertos. Tuvo un especial apogeo en la segunda mitad de los 80s como uno de los principales escenarios de Lima junto con el Coliseo Amauta.